# Ribera (Sicília)

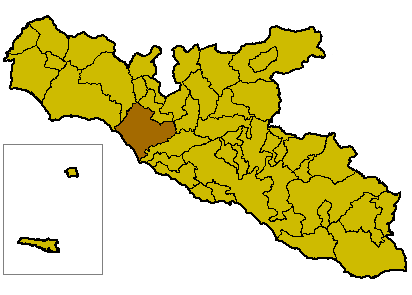
Ubicació de Ribera (Sicília) dins de la província

Ribera (sicilià Ribbera) és un municipi italià, dins de la província d'Agrigent. L'any 2008 tenia 19.603 habitants. Limita amb els municipis de Bivona, Calamonaci, Caltabellotta, Cattolica Eraclea, Cianciana i Sciacca.

## Administració
| Període | Identitat         | Partit         |
| ------- | ----------------- | -------------- |
| 2006-   | Antonino Scaturro | Centreesquerra |

## Personatges il·lustres
- Francesco Crispi

## Galeria d'imatges

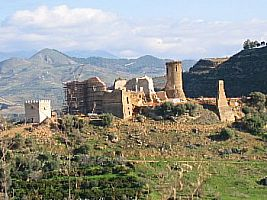
Castell de Poggiodiana
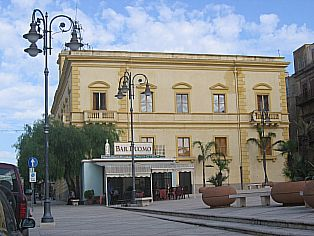
Ajuntament
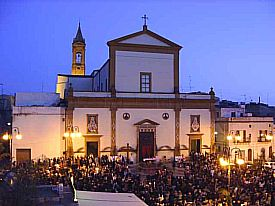
Església mare